# Zuzana Macurová
Zuzana Macurová (* 23. března 1980) je bývalá česká florbalistka, kapitánka reprezentace, mistryně Česka a bronzová medailistka Mistrovství světa 2011. V české nejvyšší florbalové soutěži hrála v letech 2000 až 2016.

## Klubová kariéra
Macurová se k florbalu dostala ve 20 letech na Vysoké škole báňské. Již v sezóně 2000/2001 nastoupila za univerzitní tým VSK VŠB-TU Ostrava v nejvyšší soutěži. Od sezóny 2003/2004 pak hrála za 1. SC Vítkovice. Za tento tým odehrála devět sezón, ve kterých patřila k jeho nejproduktivnějším hráčkám. S Vítkovicemi získala v sezónách 2003/2004, 2009/2010, 2010/2011 a 2011/2012 čtyři bronzové medaile. V sezóně 2011/2012 byla zvolena za nejužitečnější hráčku Extraligy. Ke konci svého působení byla ve Vítkovicích kapitánkou.
Před sezónou 2012/2013 přestoupila do pražského týmu Herbadent SJM Praha 11, se kterým hned tomto ročníku porazila ve finále Vítkovice a získala svůj první a jediný mistrovský titul a zároveň i pohár.
V polovině následující sezóny 2013/2014 po svém posledním mistrovství světa a zranění přestoupila do TJ Sokol Královské Vinohrady. Vinohradům v této a následujících dvou sezónách pomáhala s udržením v Extralize. Ve své poslední kompletní sezóně 2015/2016 byla nejproduktivnější hráčkou a kapitánkou týmu. Na začátku sezóny 2016/2017 odehrála poslední dva zápasy v nejvyšší soutěži, kterými překonala historický rekord Šárky Kusákové 307 utkání v základní části Extraligy. Rekord jí vydržel do sezóny 2019/2020, kdy ho překonaly Denisa Billá a Jana Vávrová.

## Reprezentační kariéra
S ženskou reprezentací se Macurová zúčastnila mistrovstvích světa v letech 2003, 2005 a dalších třech mezi lety 2009 a 2013. S pěti starty patří k českým hráčkám s nejvyšším počtem účastí.
Na prvním Euro Floorball Tour (EFT) v roce 2006 v Praze vstřelila poslední gól v první remíze se Švýcarskem v historii, prvním významném mezinárodním úspěchu českého výběru. K první remíze se Švédskem v roce 2008, také na EFT, přispěla asistencí na vyrovnávací gól Denisy Billé. O rok později na stejném turnaji byla i u první remízy s Finskem. Na šampionátu v roce 2011 získala s reprezentací první českou ženskou bronzovou medaili.
V září 2013 na Polish Cupu vstřelila vítězný gól v první české porážce Finska. Na svém posledním mistrovství ve stejném roce byla kapitánkou českého výběru.
| Umístění         | Soutěž                                             |
| ---------------- | -------------------------------------------------- |
| 7.               | Mistrovství světa ve florbale žen 2003             |
| 7.               | Mistrovství světa ve florbale žen 2005             |
| 4.               | Mistrovství světa ve florbale žen 2009             |
| Bronzová medaile | Mistrovství světa ve florbale žen 2011             |
| 4.               | Mistrovství světa ve florbale žen 2013 (kapitánka) |